# Bonprix
Die Bonprix Handelsgesellschaft mbH (Eigenschreibweise bonprix Handelsgesellschaft mbH) ist ein deutscher Modeanbieter. Das Unternehmen ist eine Tochtergesellschaft der Otto Group, hat seinen Hauptsitz in Hamburg und ist in über 25 vorwiegend europäischen Märkten aktiv.
Als Multichannel-Anbieter betreibt das Unternehmen Online- bzw. Mobile Shops und Katalogversand. Der Online-Anteil am Umsatz lag im Geschäftsjahr 2020/21 bei rund 88 %, mehr als 54 % des Umsatzes wurden im Ausland erwirtschaftet. In Deutschland gehört Bonprix zu den größten Onlineshops und belegte 2023 im EHI-Ranking der umsatzstärksten Onlineshops Platz 4 im Hauptproduktsegment Mode.

## Geschichte

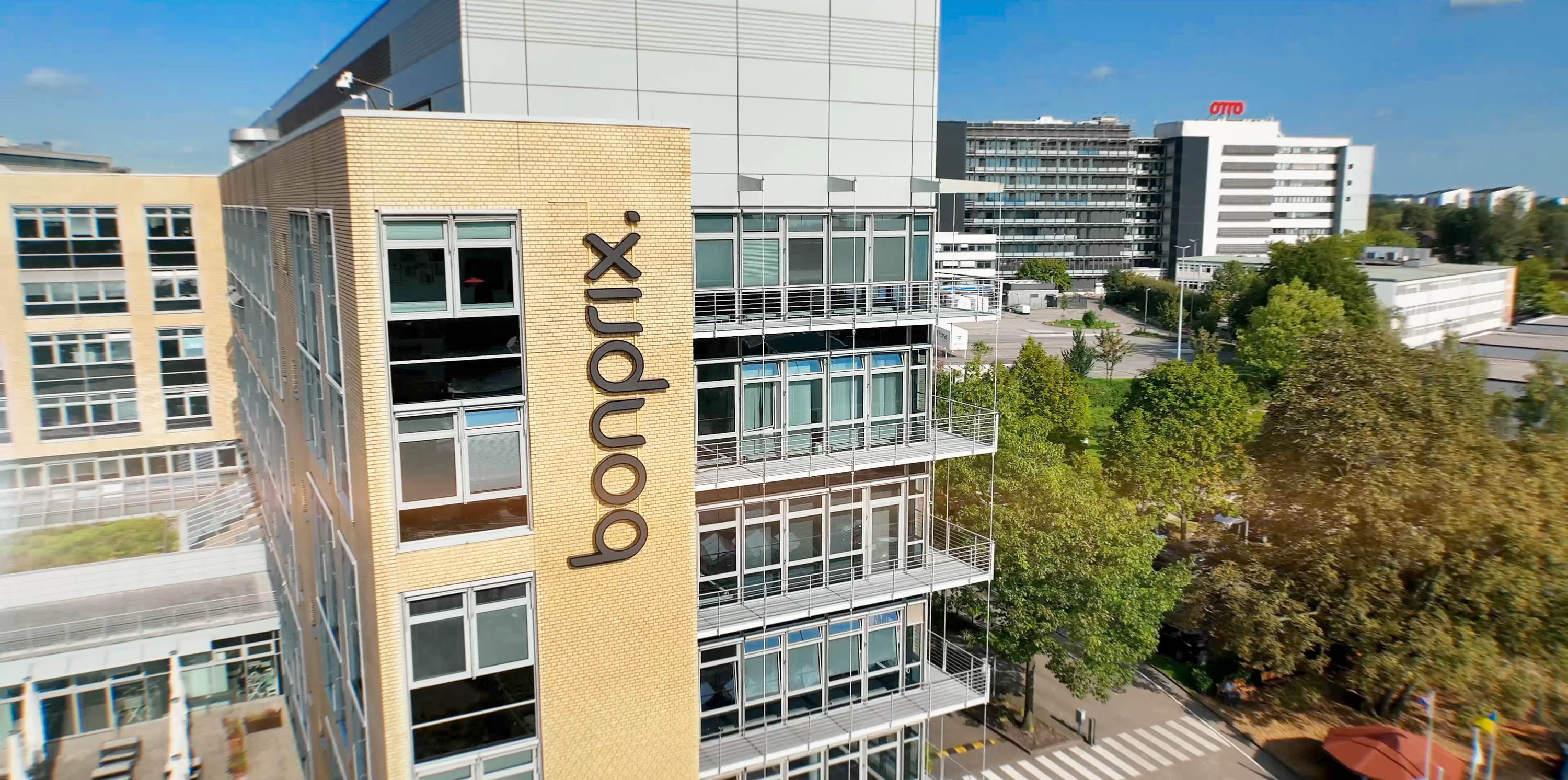
Firmensitz von Bonprix in Hamburg

Früheres Logo

Die Bonprix Handelsgesellschaft mbH wurde 1986 als Tochterunternehmen des Otto-Konzerns gegründet. Die Geschäftsführung bildeten Hans-Joachim Mundt und Michael Newe, 1988 kam Josef Teeken dazu. 1989 wurde die 1-Mio.-DM-Umsatzgrenze erreicht. 2010 wurde erstmals ein Umsatz von mehr als 1 Mrd. Euro erwirtschaftet.

### Internationale Expansion
Seit den 1990er Jahren weitete Bonprix seine Handelstätigkeit international aus: nach Frankreich und Polen (1991), Italien (1992), Belgien (2003), Griechenland, in die Niederlande und nach Tschechien (2004), Estland, Großbritannien, Lettland und in die Schweiz (2005), nach Luxemburg, Österreich, Russland und in die Slowakei (2006), nach Ungarn (2007), in die Ukraine (2008) und nach Schweden (2009). 2009 wurde der US-amerikanische Bademodenhersteller Venus Swimwear übernommen und in den folgenden Jahren ausgebaut. Seit 2010 ist Bonprix außerdem in Rumänien vertreten, seit 2012 in Brasilien und Kasachstan, seit 2017 in Norwegen, seit 2020 in Spanien und seit 2021 in Finnland.

### Entwicklung des Geschäftsmodells
Der erste Bonprix-Katalog kam 1986 auf den Markt, dieser wies 32 Seiten auf; 2015 umfassen die Kataloge über 200 Seiten.
Der deutsche Webshop des Unternehmens ging 1997 online. Bis 2020 eröffneten Onlineshops in acht weiteren Ländern. 2011 startete in Deutschland der erste Bonprix-Webshop für Mobilgeräte, internationale Mobile Shops folgten. 2016 kam die Bonprix-App auf den Markt.
Die erste Filiale wurde 1999 in Hamburg in der Fuhlsbüttler Straße eröffnet. Danach folgten weitere Ladengeschäfte in Deutschland und anderen Ländern. Ab 2016 wurde das Filialnetz des Unternehmens umstrukturiert; bis 2020 wurden die meisten Ladengeschäfte geschlossen. 2019 eröffnete in Hamburg der „fashion connect Store“, ein Pilotprojekt einer Filiale für digital assistiertes Einkaufen. Diese Filiale wurde 2023 dauerhaft geschlossen und Bonprix stellte den standortgebundenen Einzelhandel gänzlich ein.

## Geschäftstätigkeit

### Unternehmensstruktur
Die Bonprix-Gruppe umfasst sieben Gesellschaften, die alle Teil der Otto Group sind. Im Geschäftsjahr 2023/2024 erwirtschaftete die bonprix-Gruppe einen Umsatz von 1,52 Milliarden Euro und ist damit eines der umsatzstärksten Unternehmen in der Otto Group. Insgesamt vertreibt Bonprix seine Produkte in über 25 Ländern und beschäftigt rund 2500 Mitarbeiter.

### Sortiment
Das Bonprix-Warensortiment umfasst Bekleidung, Schuhe und Accessoires für Damen, Herren und Kinder, weiterhin Wohn- und Heimtextilien sowie Möbel und Dekorationsartikel. Die Kollektionen werden hausintern entworfen und in Auftragsfertigung produziert. Bonprix vertreibt fast ausschließlich eigene Marken, lediglich im Segment Schuhe werden auch Fremdmarken angeboten. In den USA vertreibt die Bonprix-Tochter Venus Fashion Inc. unter der Marke „Venus“ Kleidung und Bademode.

### Vertriebskanäle
Bonprix verfolgt bereits seit Ende der 1990er Jahre eine Multichannel-Strategie. Das Unternehmen vertreibt sein Warensortiment überwiegend über Online- bzw. Mobile Shops sowie Kataloge. In Hamburg betrieb das Unternehmen bis 2023 eine Filiale für digital assistiertes Shopping.
Der elektronische Handel hat sich inzwischen zum wichtigsten Vertriebsweg des Unternehmens entwickelt; im Geschäftsjahr 2020/21 wurden rund 88 % der Umsätze über Online- und Mobile Shops erzielt.
Logistikpartner von Bonprix ist seit 1996 die Otto-Tochter Hermes Fulfilment.

### Nachhaltigkeit
Seit 2017 setzt das Unternehmen im Rahmen seiner Nachhaltigkeitsstrategie verstärkt nachhaltigere Materialien ein, investiert in technische Innovationen und erhöht die Lieferkettentransparenz. Nachhaltig gewonnene Fasern machten 2021 etwa die Hälfte der verwendeten Textilmaterialien aus. Dieser Anteil wurde bis 2025 auf 70 % bei den Obermaterialien erhöht.

## Auszeichnungen
- 1. Platz in der Kategorie „Bester Markenshop“ bei den Internet World Business Shop Awards 2019.[23]
- 1. Platz in der Kategorie „Mode und Accessoires“ bei der Verleihung des Deutschen Onlinehandel Awards 2019.[24]